# Copsychus
A Copsychus a madarak (Aves) osztályának verébalakúak (Passeriformes) rendjébe, ezen belül a légykapófélék (Muscicapidae) családjába tartozó nem.

## Rendszerezésük
A nemet Johann Georg Wagler német ornitológus írta le 1827-ben, az alábbi 4 vagy 10 faj tartozik ide:
- madagaszkári szarkarigó (Copsychus albospecularis)
- Seychelle-szigeteki szarkarigó (Copsychus sechellarum)
- Dayal-rigó (Copsychus saularis)
- mindanaói sámarigó (Copsychus mindanensis)

Egyes szervezetek a Kittacincla nembe sorolják ezeket a fajokat:
- fehérsapkás sámarigó (Copsychus stricklandii[2]  vagy Kittacincla stricklandii)
- fehérhátú sámarigó (Copsychus malabaricus[2] vagy Kittacincla malabarica)[1]
- andamáni sámarigó (Copsychus albiventris[2] vagy Kittacincla albiventris)[1]
- luzoni sámarigó (Copsychus luzoniensis[2] vagy Kittacincla luzoniensis)[1]
- szerecsen sámarigó (Copsychus niger[2] vagy Kittacincla nigra)[1]
- cebui sámarigó (Copsychus cebuensis[2] vagy Kittacincla cebuensis)[1]

Egyes szervezetek a monotipikus Saxicoloides nembe sorolják :
- bokorrigó (Copsychus fulicatus vagy Saxicoloides fulicatus)

Egyes szervezetek a monotipikus Trichixos nembe sorolják :
- vörösfarkú sámarigó (Copsychus pyrropygus vagy Trichixos pyrropygus)

## Előfordulásuk
Dél- és Délkelet-Ázsiában, valamint Madagaszkár és a Seychelle-szigetek területén honosak. Természetes élőhelyeik a szubtrópusi vagy trópusi erdők és cserjések. Állandó, nem vonuló fajok.

## Megjelenésük
Testhosszuk 17-25 centiméter közötti.